# La Chapelle-Thècle
La Chapelle-Thècle é uma comuna francesa na região administrativa de Borgonha-Franco-Condado, no departamento Saône-et-Loire. Estende-se por uma área de 16,3 km². Em 2010 a comuna tinha 490 habitantes (densidade: 30,1 hab./km²).